# 3 mai 1947
Le samedi 3 mai 1947 est le 123e jour de l'année 1947.

## Naissances
- Götz Aly, historien, écrivain et journaliste allemand
- Christian Dupont, homme politique belge
- Takeo Ishii, jodleur japonais
- François Gauducheau, auteur-réalisateur français
- John Hamill, acteur anglais
- Carlos Luquero, joueur espagnol de basket-ball

## Décès
- Monroe Silver (né le 21 décembre 1875), acteur de voix-off américain
- André Bayardelle (né le 18 février 1896), haut fonctionnaire de l'administration coloniale française
- Johann Schwarzhuber (né le 29 août 1904), policier nazi
- Greta Bösel (née le 9 mai 1908), infirmière et tortionnaire nazie

## Autres événements
- Entrée en vigueur de la Constitution du Japon
- Sortie américaine du film Le repas est servi !
- Sortie américaine du film Désirs de bonheur
- Sortie américaine du film Né pour tuer